# Titularbistum Diocaesarea in Isauria
Diocaesarea in Isauria (ital.:  Diocesarea di Isauria) ist ein Titularbistum der römisch-katholischen Kirche.
Es geht zurück auf ein früheres Bistum der antiken Stadt Diokaisareia (früher Olba) in der römischen Provinz Cilicia bzw. in der Spätantike Isauria in Kleinasien (heute Türkei). Das Bistum gehörte der Kirchenprovinz Seleucia in Isauria an.
| Titularbischöfe von Diocaesarea in Isauria |                                                                              |                                              |                   |                   |
| Nr.                                        | Name                                                                         | Amt                                          | von               | bis               |
| 1                                          | Otto Reinhold Andrimont OSA                                                  | Weihbischof in Prag (Böhmen)                 | 9. September 1669 | 22. November 1674 |
| 2                                          | António de Santa Maria OFM                                                   |                                              | 18. Juli 1678     | 9. April 1685     |
| 3                                          | Józef Julian Stanisław Sapieha                                               | Koadjutorbischof von Vilnius (Polen-Litauen) | 12. Juni 1737     | 4. Dezember 1754  |
| 4                                          | Prudentius Patti OSB                                                         |                                              | 5. April 1756     |                   |
| 5                                          | Arcadio María Kardinal Larraona Saralegui CMF Titularerzbischof pro hac vice | Kurienerzbischof                             | 5. April 1962     | 19. April 1962    |
| 6                                          | Gino Paro Titularerzbischof pro hac vice                                     | Präsident der Päpstlichen Diplomatenakademie | 31. August 1962   | 5. Mai 1969       |